# جامعة بامندة
جَامِعَةُ بَامِنْدَة جامعة عمومية ناطقة باللغة الإنكليزية تقع في بامندة، كبرى مدن الغرب الكمروني ذات الأغلبية الناطقة بالإنكليزية.

## تاريخ
تأسست جامعة بامندة في عام 2011 كثاني جامعات المعتمدة على اللغة الإنجليزية في الكمرون، وكانت جامعة بويا هي الجامعة الوحيدة حتى ذلك الحين.  بدأت الجامعة بكلية تدريب المعلمين العليا وكلية تدريب المعلمين الفنيين العليا باعتبارهما أولى الكليات. 

## حرم الجامعة

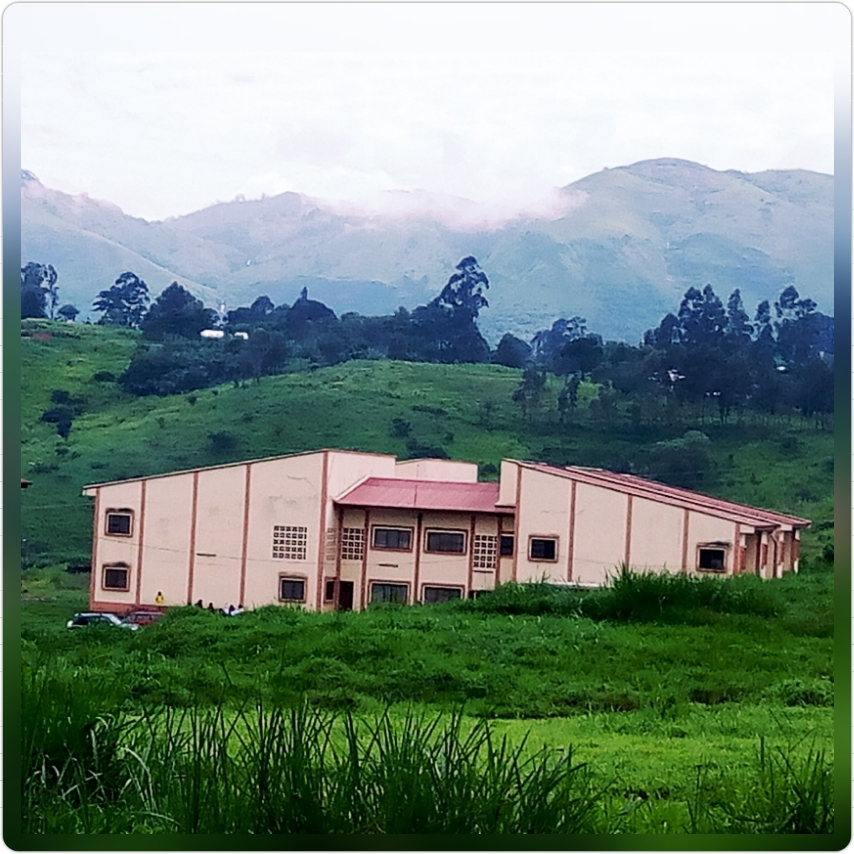
جامعة بامندة، حرم بامبيلي الجامعي

يقع الحرم الجامعي الرئيسي لجامعة بامندة في بامبيلي،  قسم فرعي في بامندة، قسم ميزام، المنطقة الشمالية الغربية من الكمرون. تقع القرية على طول الطريق الدائري شمال شرق بامندة، منطقة الناطقين باللغة الإنجليزية حيث يتم تدريس العديد من أطفال المدارس باللغة الإنجليزية، كما أن استخدام لغة الإنجليزية العامية منتشر على نطاق واسع. تلعب اللغة الإنجليزية و الإنجليزية العامية دورًا مهمًا في حياة المجتمع، لكن لغة مبليجي لا تزال تحتفظ بمكانتها كلغة قلب معظم شعب بامبيلي.
يدرس طلاب كلية العلوم الصحية حاليًا في ميل 3 نكوين (Mile 3 Nkwen) بامندة في الحرم الجامعي بين كلية "فوناب" للفنون التطبيقية (Fonab Polytechnic) ومعهد سانت لويس العالي للعلوم الصحية.
يحيط بامبيلي عدد من اللغات ذات الصلة ( بامبي، بابانكي، بافوت، مانكون، نكوين، مينداكوي وأوينج ). المبليجي هي لهجة بامبيلي، لكنها مرتبطة بشكل واضح بلغات نجيمبا الأخرى (وتصر كل مجموعة على هويتها المستقلة).

## التنظيم والإدارة
المسؤول الأعلى في جامعة بامندا، شأنه شأن الجامعات الحكومية الأخرى في الكمرون، هو وزير التعليم العالي.
يتبع المنصب المؤيد للمستشار ثممنصب رئيس الجامعة. يساعد رئيس الجامعة المسجل.
العميد ونائب العميد مسؤولان عن كل كلية.
المعاهد التابعة للجامعية يرأسها المدير. ويتم إدارة كل قسم من الكلية من قبل رئيس القسم. يرأس إدارة الطلاب رئيس اتحاد الطلاب.

## قبول
يتم القبول في المعاهد العليا والكليات في جامعة بامندة من خلال امتحانات القبول التنافسية التي تتضمن امتحانات تحريرية وشفوية. ويُطلب من الطلاب في الكليات الأخرى اتباع إجراءات التسجيل التي تتضمن عرض النتائج ودراسة الملفات.
يعد النجاح في اللغة الإنجليزية ذات المستوى العادي مطلبًا رئيسيًا للطلاب من الكمرون. من المتوقع أن يتقن الطلاب من البلدان الأخرى اللغة الإنجليزية؛ بدون هذا المطلب، يتم رفض قبول الطلب بشكل تلقائي. 

## الكليات والمدارس
تتكون جامعة بامندة من الكليات والمدارس التالية: 
- كلية الفنون
- كلية الحقوق والعلوم السياسية (مع 4 أقسام في برنامج البكالوريوس وهي القانون الإنجليزي الخاص والقانون العام والعلوم السياسية والقانون الفرنسي الخاص. ) لدى هذه الكلية أيضًا برامج دراسات عليا في القانون الإنجليزي والعلوم السياسية، إلى جانب برنامج الأهلية في القانون، وهو برنامج يمكن للطلاب الذين لديهم 4 أوراق المستوى العادي التسجيل فيه.
- كلية الاقتصاد وعلوم التسيير
- كلية التربية
- كلية العلوم
- كلية العلوم الصحية
- كلية التكنولوجيا
- المعهد العالي للتجارة والإدارة
- المعهد العالي للنقل والخدمات اللوجستية
- كلية تدريب المعلمين العليا في بامبيلي، بامندة، [7]
- الكلية التقنية العليا لتدريب المعلمين في بامبيلي، بامندا [8]
- المعهد الوطني العالي للفنون التطبيقية (NAHPI ، كلية الهندسة)